# Дракониди
Дракониди, раније познати и као Ђакобиниди, су метеорски рој чије је матично тело комета 21P/Gicobini-Zinner (Ђакобини-Цинер), откривена 20. јуна 1900. године. Дракониди су активни од 6. до 10. октобра, са максимум активности на 195°,4 соларне лонгитуде, што приближно одговара 8. октобру. На северним географским ширинама, радијант Драконида је циркумполаран (види се целе ноћи целе године). Дракониди спадају у најспорије метеоре, са брзином од око 20 км/с.

## Матична комета
Ђакобини је открио матичну комету Драконида 1900. године из Нице, а поново ју је независно открио Цинер 23. октобра 1913. из Бамберга. Перихел комете је у близини силазног чвора, а оба се налазе близу Земљине орбите. Афел комете је у близини Јупитера, па долази до повремених пертурбација у орбити комете. Тако је при проласку поред Јупитера 1958. силазни чвор комете померен дубоко унутар орбите Земље, али је 1969. нови пролазак (на 0,58 АЈ од Јупитера) вратио силазни чвор у близину Земљине орбите.

## Историја
Током 1933. и 1946. Дракониди су имали свој пик појављивања на небу. У те две године могле су се видети на хиљаде метеора у току једног сата.
Земља је 1933. прошла кроз силазни чвор комете само 80 дана након комете, због чега се очекивао пљусак метеора. И заиста, из Белгије су стигли извештаји да је пљусак почео 9. октобра око 19 часова по универзалном времену (УТ), а да је при максимуму активности у 20 часова и 8 минута УТ било могуће видети до 78 метеота у минути. Због утицаја Месеца, број виђених метеора је варирао од локације до локације у Европи, а кретао се између 50 и 450 у минути. Укупно трајање догађаја је било око 4,5 часова.
Током пљуска 1946, у Канади је фотографским посматрањем током једне експозиције од 13 минута забележено 29 трагова Драконида. Посматрачи из опсерваторије Скалнате Плесо (Skalnaté Pleso) у Словачкој детектован максимални ЗХР у 3:53 УТ, од 6800. У Џордел Банк опсерваторији у Енглеској је тестирана нова техника у то време — радарска посматрања — и радарски максимум је детектован у 3:40 УТ са 168 детекција у минути. У 6 сати УТ, активност је замрла.
Резников је 1993. исправно предвидео нов пљусак за 1998. годину. ЗХР је у максимуму био 720±90, а време максимума је било 8. октобра у 13:10 УТ (соларна лонгитуда 195°, 07). За овај пљусак је одговоран пролазак комете 1926. године.
Последњи пљусак се догодио 8. октобра 2011. године око 20 часова УТ и забележен је и визуелним и видео посматрањима. ЗХР у максимуму је износио нешто више од 300.
Ретке појаве оваквих и сличних активности се јављају када се Земља креће кроз гушћи рој кометног материјала, на пример, у 1988. години стопа активности се повећала и пик се појавио поново у 2005. години. Готово сви метеори који падају на Земљу изгоре и дезинтегришу се пре него што стигну до земљине површине.